# Herbertia pulchella
Herbertia pulchella är en irisväxtart som beskrevs av Robert Sweet. Herbertia pulchella ingår i släktet Herbertia och familjen irisväxter. Inga underarter finns listade i Catalogue of Life.